# Édouard Sommer
Édouard Sommer (* 6. April 1822 in Nancy; † Juli 1866 in Paris) war ein französischer Altphilologe, Romanist, Übersetzer, Grammatiker und Lexikograf.

## Leben und Werk
Sommer bestand 1846 die Agrégation de lettres und wurde 1847 an der Universität Dijon promoviert mit den Thèses Du Caractère et du génie de Pindare (Paris 1847) und Quomodo tradi possit synonymorum graecorum doctrina (Paris 1847). Er übersetzte zahlreiche Autoren aus dem Altgriechischen und Lateinischen und veröffentlichte im Verlag von Louis Hachette erfolgreiche Handbücher, Grammatiken und Wörterbücher zu den Sprachen Altgriechisch, Lateinisch und Französisch. Zusammen mit Bernard Jullien wirkte er auf Drängen von Louis Hachette als Helfer von Émile Littré bei der Erstellung von dessen Wörterbuch.
Sommers Wörterbuch zur Sprache der Madame de Sévigné wurde 1973 nachgedruckt.
Sommer wurde in Nancy beigesetzt.

## Werke (Auswahl)
- (Hrsg. und Übersetzer) Oeuvres de Pindare, Paris 1848
- Manuel de style, 2 Bde., Paris 1848
- Manuel de style épistolaire, 2 Bde., Paris 1849
- Petit dictionnaire des synonymes français, Paris 1849, zuletzt 1906
- Petit dictionnaire des rimes françaises, Paris 1850, zuletzt 1879
- Lexique latin-français à l’usage des classes élémentaires, Paris 1851, zuletzt 1949
- Lexique français-latin à l’usage des classes élémentaires, Paris 1860, zuletzt 1959
- Cours complet de grammaire française, Paris 1861
- Abrégé de grammaire grecque, Paris 1861
- Cours complet de grammaire latine, Paris 1861
- Cours complet de grammaire grecque, Paris 1862
- Lexique grec-français, Paris 1862, zuletzt 1934
- Premières notions de grammaire générale, Paris 1864
- Lexique de la langue de Madame de Sévigné, 2 Bde., Paris 1866, New York/Hildesheim 1973 (postum erschienen, besorgt von Sommers Lehrer Adolphe Regnier)